# Bużok
Bużok (ukr. Бужок) – rzeka na południowo-zachodniej Ukrainie w obwodzie chmielnickim, lewy dopływ Bohu.
Rzeka stanowi historyczną granicę pomiędzy Podolem a Wołyniem. Przy jej ujściu do Bohu leży miasteczko Międzybóż.